# Andrew Ryan McGill
Andrew Ryan McGill (Saegertown, 19 febbraio 1840 – Saint Paul, 31 ottobre 1905) è stato un politico statunitense. È stato il decimo governatore del Minnesota dal 1887 al 1889.

## Biografia
Andrew Ryan McGill, figlio di Charles McGill e Angeline Martin, nacque a Saegertown, in Pennsylvania. Suo padre, Charles Dillon McGill (1802-1875), era il figlio più giovane di Patrick McGill (1762-1832) e Anna Baird. Patrick emigrò dalla contea di Antrim, nell'Irlanda del Nord, nel 1774 circa, per stabilirsi a Northumberland. Nel 1795, Patrick e Anna si trasferirono con la propria famiglia nella parte occidentale della Pennsylvania, nella contea di Crawford. Invece, la madre di Andrew, Angeline Martin (1811-1849), fu la figlia maggiore dei nove figli di Armand Martin (1785-1861) e Maria Ryan (1789-1866). La famiglia Martin era proprietaria di diversi terreni nella Pennsylvania occidentale.
Nel 1859, all'età di diciannove anni, Andrew Ryan McGill si trasferì dalla Pennsylvania al Kentucky per diventare maestro di scuola. Quando scoppiò la Guerra Civile McGill lasciò il Kentucky per andare in Minnesota il 10 giugno 1861. Diventato preside di una scuola pubblica a St. Peter nel mese di agosto del 1862, nello stesso anno, all'età di 22 anni, McGill si arruolò nella Compagnia D del 9th Minnesota Volunteer Infantry. Nel 1863 fu congedato per invalidità. Poco dopo il suo congedo fu eletto sovrintendente di scuole pubbliche nella Contea di Nicollet, ruolo che svolse per due mandati. Nel 1865 fu anche eletto cancelliere del tribunale distrettuale della contea di Nicollet per un periodo di quattro anni. McGill colse così l'occasione di studiare legge, sotto il giudice Horace Austin e venne ammesso al bar nel 1869.
Austin, nel 1870 fu eletto governatore del Minnesota e McGill fu scelto come suo segretario privato. Nel 1873, McGill venne nominato commissario per l'assicurazione dello Stato, carica che ricoprì per tredici anni. Nel 1886, la convention repubblicana dello stato nominò McGill come candidato a governatore del Minnesota. Vinte le elezioni, fu governatore per un unico mandato di due anni (1887-1889). Durante il suo mandato raccomandò una revisione delle leggi relative al trasporto ferroviario, la conservazione e la classificazione di frumento, l'innaffiamento delle scorte della ferrovia, una semplificazione delle leggi fiscali, la regolamentazione del liquore, l'abolizione del contratto di lavoro dei detenuti, l'istituzione di un soldato per casa, e la creazione di un Bureau of Labor Statistics. Anche se non fu rieletto, McGill rimase attivo in politica, sostenendo la candidatura presidenziale di Cushman K. Davis (1896) e fu membro del Senato del Minnesota (1899-1905).

## Vita privata
Andrew Ryan McGill sposò Eliza E. Bryant, figlia di Charles S. Bryant, avvocato di St. Peter. Insieme ebbero tre figli: Charles Herbert (n. 1866), Robert C. (n. 1869), e Lida B. (n. 1874). Nel 1879, due anni dopo la morte di Eliza, Andrew sposò Mary E. Wilson, figlia di Margaret Stone e Carlton Joseph Wilson, un medico di primo piano di Edinboro, in Pennsylvania. Mary e Andrew ebbero due figli: Wilson (n. 1884) e Thomas (n. 1889).